# رالف هوتر

## حياته
وُلد رالف هوتر (بالألمانيّة: Ralf Hütter) في 20 أغسطس/آب عام 1946 في مدينة كريفلد، وترعرع بالقرب من مدينة دوسلدورف. هو موسيقي وملحن ألماني اشتهر بأنه المغني الرئيسي وعازف لوحة المفاتيح، والعضو المؤسس وزعيم فرقة كرافتويرك التي أسسها بمساعدة فلوريان شنايدر عام 1969. منذ رحيل فلوريان شنايدر في عام 2008، أصبح هوتر العضو المؤسس الوحيد المتبقي على قيد الحياة من بين أعضاء الفرقة. أُعلن في 12 مايو/أيار 2021، عن إدخال فرقة كرافتويرك إلى الصالة الفخرية للروك آند رول. توجد لهوتر ابنة اسمها إلسا تعمل أيضًا في مجال إنتاج الموسيقى. التقى هوتر بفلوريان شنايدر أثناء دراسته للارتجال في روبرت شومان هوشول (Robert Schumann Hochschule). هوتر إنسان خضري، وهو موسيقي بحافظ على سريّة مطلقة، ويتجنّب المقابلات الصحفية وغيرها.

## هوايةركوب الدراجات
يهوى هوتر ركوب الدراجات، ويبدو أن هذه الهواية وجدت صداهافي بعض أعمال الفرقة. من الحكايات المشهورةعلى نطاق واسع أنه عندما كان في جولة مع الفرقة، قامت الحافلة بإنزاله على بُعد 100 ميل عن مكان العرض، وقام بركوب الدراجة إلى المكان المقصود، وهي قصّة أكّدها هوتر فيما بعد. في وقت تسجيل الأغنية، حاول رالف هوتر إقناع بقية أعضاء الفرقة أنه يجب عليهم تسجيل ألبوم كامل يعتمد على ركوب الدراجات، وبالفعل عند تسجيل إسطوانة (ألبوم) الإنسان والآلة في أواخر السبعينات قاموا بركوب الدراجات. يتضمن ألبوم الموسيقى التصويرية في سباق فرنسا للدراجات الذي صدر عام 2003 أصوات سلاسل الدراجات، وآليات التروس، وتنفس راكب الدراجة. تعرّض هوتر لحادث دراجة أليم في حزيران عام 1982، وكان نتيجة لذلك في غيبوبة طوال فترة تسجيل ألبوم «إليكتريك كافيه». قال كارل بارتوس إن أول شيء قاله هوتر بعد أن استفاق من غيبوبته: «أين درّاجتي؟»، وهي قصة أنكرها هوتر في مقابلة له مع صحيفة الغارديان عام 2009.
1. ↑  باسم: Ralf Hütter. مُعرِّف فَنَّان في قاعدة بيانات "ديسكوغس" (Discogs): 92412. مذكور في: ديسكوغز. الوصول: 9 أكتوبر 2017. لغة العمل أو لغة الاسم: الإنجليزية.
2. ↑  مذكور في: datos.bne.es. الوصول: 21 يوليو 2024. مُعرِّف المكتبة القومية الإسبانية (BNE): XX1323852. لغة العمل أو لغة الاسم: الإسبانية.
3. 1 2 3 4 5  مُعرِّف الملف الاستنادي المُتكامِل (GND): 134412338. مذكور في: كتالوج المكتبة الوطنية الألمانية. الوصول: 21 يوليو 2024. لغة العمل أو لغة الاسم: الألمانية.
4. ↑  مذكور في: قاعدة بيانات الضبط الوطنية التشيكية. مُعرِّف الضَّبط الاستناديِّ في قاعدة البيانات الوطنية التشيكية (NLCR AUT): xx0133509. الوصول: 15 ديسمبر 2022.
5. 1 2 3  مذكور في: قاعدة بيانات الضبط الوطنية التشيكية. مُعرِّف الضَّبط الاستناديِّ في قاعدة البيانات الوطنية التشيكية (NLCR AUT): xx0133509. الوصول: 7 نوفمبر 2022.
6. 1 2  مذكور في: Montreux Jazz Festival Database. الوصول: 25 سبتمبر 2020. مُعرِّف مهرجان مونترو لحفلات الجاز: 3611.
7. 1 2  مذكور في: Montreux Jazz Festival Database. الوصول: 25 سبتمبر 2020. مُعرِّف مهرجان مونترو لحفلات الجاز: 4342.
8. ↑  مذكور في: Montreux Jazz Festival Database. الوصول: 25 سبتمبر 2020.